# 에르난 한센
에르난 한센(Hernán Jansen, 1985년 3월 6일 ~) 은 베네수엘라의 사브르 펜싱 선수이다. 2012년 하계 올림픽에서 그는 남자 사브르 개인전에 출전하였으나 32강전에서 러시아의 알렉세이 야키멘코에 4-15로 패하며 탈락하였다.